# Cantharellus xanthoscyphus
Cantharellus xanthoscyphus é uma espécie de fungo pertencente à família Cantharellaceae.